# Oreobates yanucu
Oreobates yanucu é uma espécie de anfíbio anuro da família Strabomantidae. Está presente na Bolívia. A UICN classificou-a como deficiente de dados.